# 1950年阿薩姆—西藏地震
1950年阿萨姆－西藏地震，中文文献中常称为1950年墨脱－察隅地震、1950年墨脱地震或1950年察隅地震，英文文献中又称阿萨姆地震或1950年印度－中国地震，发生在喜马拉雅山南麓，南迦巴瓦峰东侧东喜马拉雅构造结雅鲁藏布江断层带的墨脱断裂上，是中国有仪器纪录以来所纪录到的震级最大的地震，也是已知由聚合板塊邊緣碰撞所引起的地震规模最大的地震、20世纪世界第六大的地震和有观测纪录以来全球地震规模第九大的地震。
该次地震发生于1950年8月15日，震中位于中国与印度阿萨姆邦交界的西藏墨脱县。此次地震的矩震级达8.6级，最大地震烈度则可能达到12度。地震波及整个西藏及南亚多个国家和地区。附近的西藏墨脱县、察隅县和印度阿萨姆邦都受到了严重破坏，在中国造成了约4000人死亡，而在印度的死亡人数也达到了1526人。该次地震引起的山崩是中国历史上规模最大的地震山崩。

## 地质背景

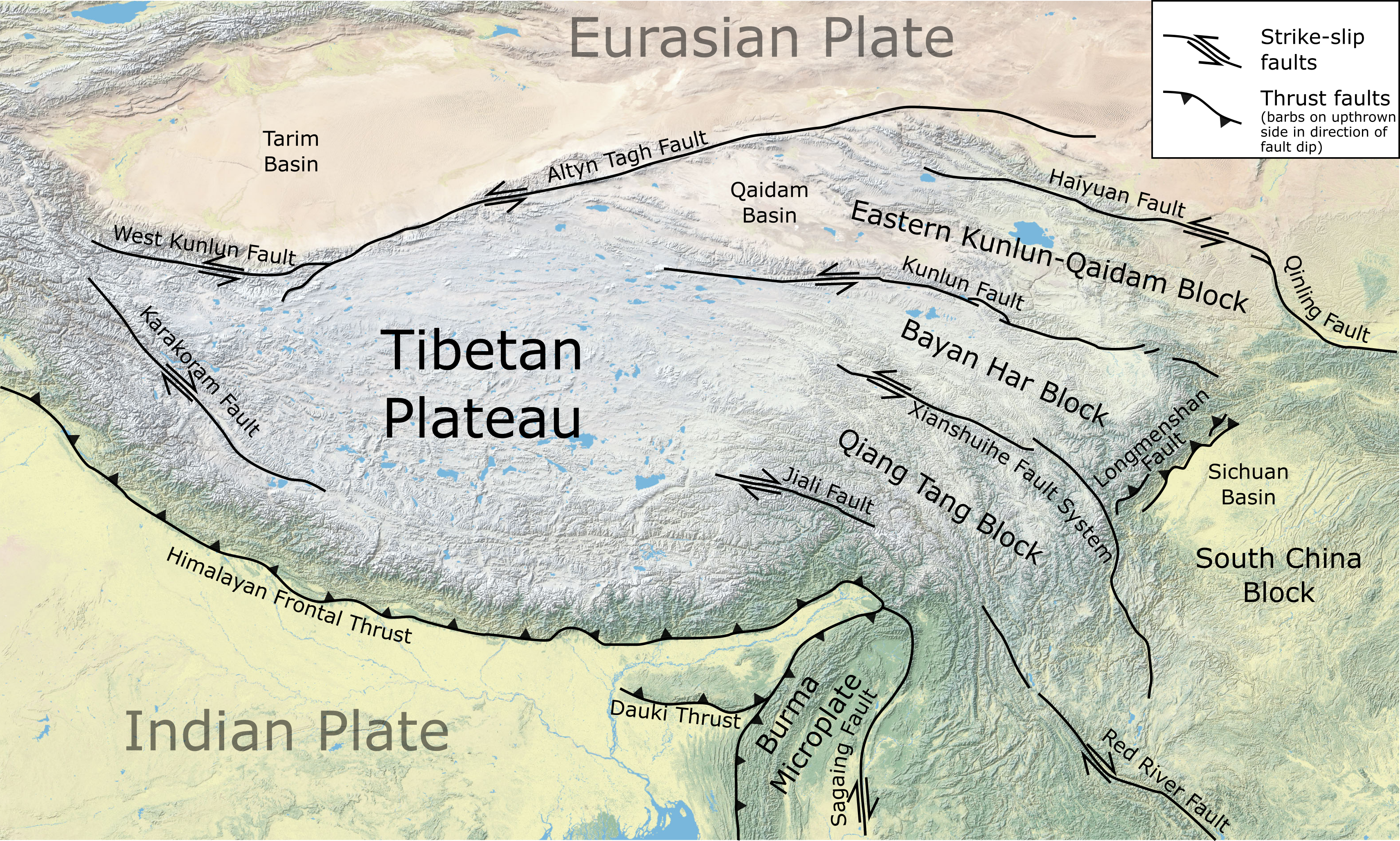
青藏高原位于印度板块和亚欧板块的隐没带上，（或）是这一地区首要的地震带之一。

喜马拉雅山沿线是地震多发地区，该山脉坐落在阿尔卑斯带上，是欧亚板块和印度板块动力碰撞的影响区。印度板块以约50mm/a的速度向北运动与欧亚板块碰撞汇聚于喜马拉雅弧，造成了青藏块体的不断隆升。青藏块体内部从北往南依次有阿尔金－海原断裂带、昆仑－玛沁断裂带、鲜水河断裂带、金沙江断层带、喀喇昆仑－嘉黎断裂带、雅鲁藏布江断层带、喜马拉雅逆冲等大型断裂。有科学家认为，青藏块体存在整体东移和顺时针旋转的运动趋势，同时块体运动的非均匀性导致内部各次级地块的运动存在差异，以至于阿尔金断裂、祁连－海原断裂，东昆仑断裂和鲜水河断裂为左旋走滑断裂，而嘉黎断裂为右旋走滑断裂。同时研究表明羌塘地块的东向运动是川滇菱形块体的主要动力源，并导致了红河断裂的右旋特征。这些地质特性使得雅鲁藏布大峡谷附近的缝合带应力集中，地壳很不稳定，进而使这一地区成为地震多发地带。
发生此次地震的雅鲁藏布江断裂是青藏高原南部的大地构造边界，该断裂带是印度板块向亚欧大陆俯冲碰撞的构造演化结果。该断裂带的东北端为阿萨姆构造结，西南端为西隆高原。而附近的阿萨姆谷的西侧是印度板块，东侧为缅甸地块，印度板块在缅甸弧地区向东俯冲至缅甸地块。缅甸地块中部有实皆断裂，是近南北向右旋走滑断裂。这一地质特征使得这一该断裂带地震活动频繁，除本次地震外，历史上该地区附近曾还发生过1897年阿萨姆地震、1947年阿萨姆地震和1951年当雄地震等多次较大地震。
本次地震发生前曾有地震前兆的报告。有资料显示，一些敏感的动物和家畜在一年前就出现了异常反应，如老鼠纷纷出洞危害庄稼，并出现了大量死鼠。在大峡谷进口处的格嘎一带，人们注意到成群黑熊的嘶叫打闹以及公鸡的持续啼鸣。在8月15日临震前，则有更多的前兆现象出现。

## 震害情况

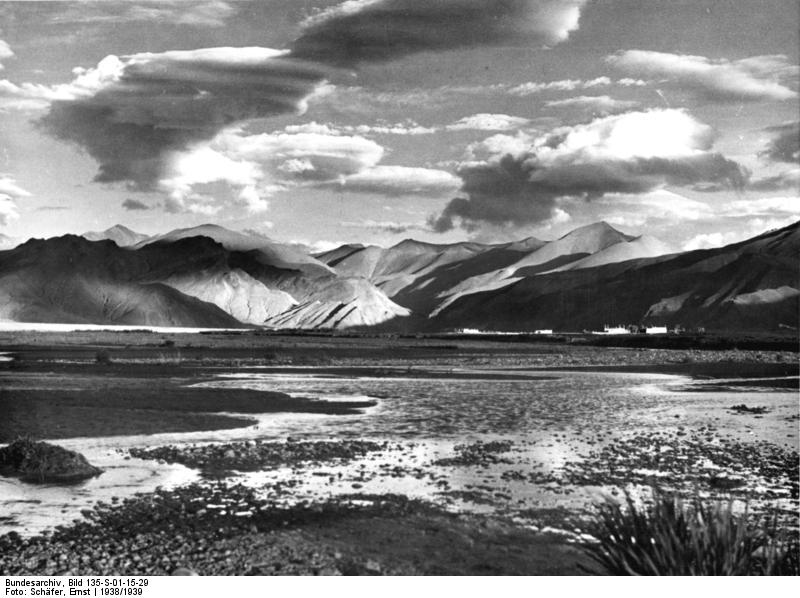
德国探险家恩斯特·舍费尔于1938年拍摄的喜马拉雅山区的一处湖泊，呈现出这一地区的典型地貌。

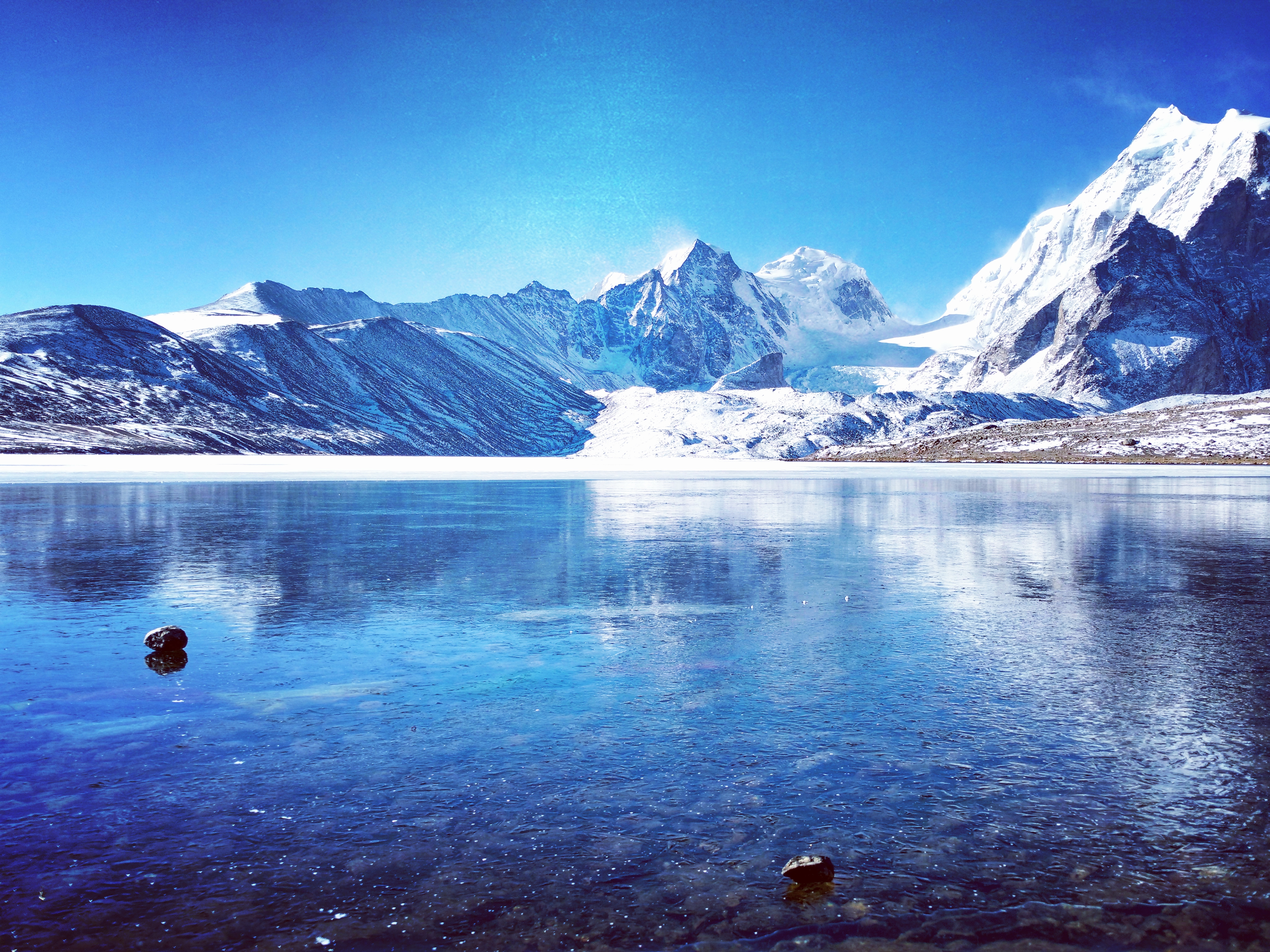
喜马拉雅山南麓的一处冰川。本次地震的主要特点是高山峡谷型震害突出，甚至导致了冰川断裂跃动。

这场地震发生在协调世界时1950年8月15日14时09分34秒，也即回藏时间20时09分34秒。震中位于喜马拉雅山与横断山脉之间的崎岖山区，当地人口稀疏，附近建筑以藏族传统的平顶康房、木笼房、杉板房和竹楼等为主。地震发生时正是当地的晚饭时间，许多居民正在准备晚餐。英国植物学家、探险家肯敦·瓦尔得在其著作《阿萨密地震历险记》中回忆，“在一个极微弱的震动之后，来了一阵骇人的声响，随即地就开始剧烈震颤了。我跳起来从帐篷中望出去，我清楚记得大地景物的轮廓变为朦胧不清了——每一个山脊和每一株树木都模糊起来了，就好像是在上下疾动似的，但是过了15秒之后我才意识到这是地震。”
地震造成墨脱县背崩区、地东区、邦辛区、德兴区居民大量伤亡，震中附近地区几乎被完全荡平，房屋全部被毁，人口死亡率达90%以上。附近的格林村被山体滑坡掩埋，整村全部毁灭。而耶东村更是因基岩滑坡整体被抛掷到江对岸，建筑大部分落入江中，村内人畜几乎无一幸免。直白村全村近百人中仅有1人幸存。距江东岸0.5公里的毕波村，整个村子被抛到江心。亚浪村、毕波村、西工村、得儿工村等居民点被夷为平地，人畜死亡率达百分之百。
地震导致受影响地区的藏式民房几乎全部在地震期间倒塌，这些房屋的抗震性能极差，在烈度6度的地震下就会出现细小裂缝。地震还使墨脱附近的寺庙、佛塔、佛像等藏传佛教建筑被完全毁坏。扎西绕登寺29米高的菩提树心佛塔被折裂，强嘎林寺两层高的泥塑弥勒佛、释迦牟尼佛像被震断，附近地区有约100尊金佛像被震坏。仅墨脱县境内，死亡的僧俗、喇嘛、差民人数就达到了3300多人，牲畜损失更达到了约1.77万头。接近墨脱县的察隅县也出现了河水暴涨、山石垮落、灌渠倒流、稻田干涸的现象。
本次地震所造成的地震山崩是中国有记载以来规模最大的。在地震重灾区内，不论是基岩还是冰川均出现了大规模坍塌，发生山崩的范围遍及面积达112,000平方公里的广大区域。布炯山山崩滑入距离3公里外的雅鲁藏布江，江水被阻断长达十数个小时，形成堰塞湖，并进一步引发洪水，雅鲁藏布江江岸整体溃缺，水势暴涨，流入印度阿萨姆邦宽阔平原地带。据地质调查表明，布炯山的此次崩塌土方量可能超过1亿立方米。则隆弄冰川因地震出现跃动，冰雪夹杂着石块和泥沙滑入雅鲁藏布江中，截断附近河流约6小时。整个雅鲁藏布江干流有多处被倒塌的山体拦腰截断。
与墨脱县和察隅县相比，印度阿萨姆邦受到的破坏较轻，但亦导致了约1500人死亡。沿布拉马普特拉河上游大部分建筑物开裂、倾倒或全部坍塌。铁路遭到破坏，道路扭曲开裂。由于土壤液化导致的地基失效，许多河岸村庄出现了下陷，河流堤坝崩裂引发洪水。

## 观测研究
本次地震是自人类引进地震观测站对地震进行观测以来所发生的最重要的地震之一。中国地震局估算此次地震的规模为面波震级8.6级，震源深度33千米。美国地质调查局测定本次地震的规模为矩震级8.6级，体波震级8.0级，震源深度15千米。据1953年印度学者罗特（Rothe, J.P.）的估算，是次地震释放的能量约为2 x 1027尔格，震级为8.5级。
尽管本次地震规模巨大，但由于地震震源地自然环境极为恶劣。1956年中国科学院地震工作委员会将时称的察隅地震等西藏地区的巨震资料编入《中国地震资料年表》，但受限于资料收集情况，这次地震破坏情况的记录仍较粗略。1973年地貌学家杨逸畴参加了“雅鲁藏布江水力资源考察组”，对雅鲁藏布江大拐弯附近的地质情况进行了考察发现，巨震时雅鲁藏布江大拐弯河谷中的村庄全部毁灭，有的村庄直接被抛入江中，南迦巴瓦峰西坡的则隆弄沟山谷冰川在地震的作用下强烈跃动，堵塞了江河，跃动的冰体在江边海拔3000米处尚能见到；巨震造成白马狗熊沟山崩地陷，温泉消失，瀑布荡然无存；地壳活动强烈的南迦巴瓦峰周围的震害比察隅地区更加严重。1977年国家地震局《中国地震简目》将本次地震震级定为8.5级，震中定在西藏察隅，震中烈度为11度，仪器测定震中为北纬28.5°，东经96.0°。1979年孟正夫根据在墨脱召开的三次座谈会和走访踏勘的资料，描述了巨震对墨脱地区地表、建筑造成的破坏程度和人、畜伤亡情况，认为灾情最严重的是墨脱县。1983年谢毓寿主编《中国地震历史资料汇编》（第五卷）中，震级定为8.6级，震中位置为北纬28.4°，东经96.7°，即在西藏察隅西南，震源深度为33公里。1983年顾功叙主编的《中国地震目录》亦将其震级亦定为8.6级，震中位置为北纬28.4°，东经96.0°，震中烈度大于X度，宏观震中定在北纬28.5°，东经96.0°，即察隅、墨脱间。刘玉海随1982年-1983年中国科学院登山科学考察，勘察认定宏观震中位于墨脱县背崩乡格林村为中心的椭圆区域，长轴北东向长100km，短轴40余km，地震烈度12度。直到1985年，西藏自治区科学技术委员会、国家地震局科技监测司共同主持了1950年察隅、1951年当雄两大地震的现场考察，并成立了“西藏察隅、当雄大地震考察队”，考察队由西藏自治区地震办公室和四川省地震局地震地质队组建，国家地震局分析预报中心、国家地震局地质研究所、四川省地震局和西藏自治区地震办公室等参加。科学家才得以对这次地震的震中进行的第一次正规考察。四川省地震局动用了中国人民解放军陆军航空兵的运输直升机对此次地震进行了首次现场考察。考察队自1985年2月接受任务，至1987年1月成果评审通过，历时两年。野外现场考察210天（含路途），行程达两万余千米。通过这次考察，刘玉海等研究人员经过宏观烈度对比确认了本次地震的“宏观震中”并非位于原先所认为的察隅县，而应位于雅鲁藏布大峡谷大拐弯处的墨脱县境内。考察队通过全面的调查认为，极震区在墨脱县格林、地东一带，地震烈度为12度，面积约3800平方千米，区内山崩地裂，耕地、森林、道路被毁，堵河成湖、交通中断、粮食颗粒无收；民房及各类建筑物倒平，压死男女人丁及大小牲畜无数，死者埋于倒塌房屋之下，生者无家可归。地震的强有感范围达21万平方千米。地震引发大量的滑坡、泥石流，广泛滑坡的面积至少和地震烈度X度以上的地区范围相当，在5万平方千米上下，滑坡体及泥石流携带的物质超过58亿立方米。藏东南山高谷深，河流密布，大量的滑坡体和泥石流冲入江中阻断江水，江水截流随处可见。雅鲁藏布江被截成四段。造成地震的两条断层：墨脱断裂带和阿帕龙断裂带，两条断裂带在墨脱、背崩附近交叉重叠。地震导致墨脱北约60千米的波密县古乡沟上游发生大规模冰崩、雪崩和崖崩，形成40米高的堰塞坝。1953年夏天，古乡沟连降大雨并持续高温，大量冰雪融化，堰塞坝被洪水冲决，爆发了特大型黏性冰川泥石流。一千多万立方米的泥沙裹挟着重达数百吨的巨大石块冲出沟口，川藏公路被淹没。冲出的洪积扇塞断了帕隆藏布江，形成了古乡湖。此后，该沟频发泥石流，至1973年已多达600余次，体积达1亿余立方米。
学界对于本次地震是否发生过前震尚存在争议。地震学家卡亚尔（Kayal, J.R.）认为本次地震没有前震活动。而部分学者则将此次地震前173天在墨脱县北部的一次震级6级的地震归为本次地震的前震。另一些报告则指出，在大地震发生前的一年中，曾发生过两次规模5至6级的前震，其中的一次前震的震中就在雅鲁藏布大峡谷中的邦兴地区。
本次地震的实际最大烈度亦引起了学界讨论。中国地震局于1977年在《中国地震简目》将本次地震的最大烈度定为11(XI)度。而1981年出版的《中国地震目录》则将最大烈度定为“X度以上”。一些地震学者认为本次地震烈度应“大于或等于XI度”。而另一些研究人员则将本次地震与1920年海原地震和1668年郯城地震的震害情况相对比，断定本次地震的实际最大烈度也达到了XII度。
本次地震发生后的余震频繁，持续时间达一年之久。其中4.7级以上的余震有80多次，最大的达到6.3级。

## 后续影响

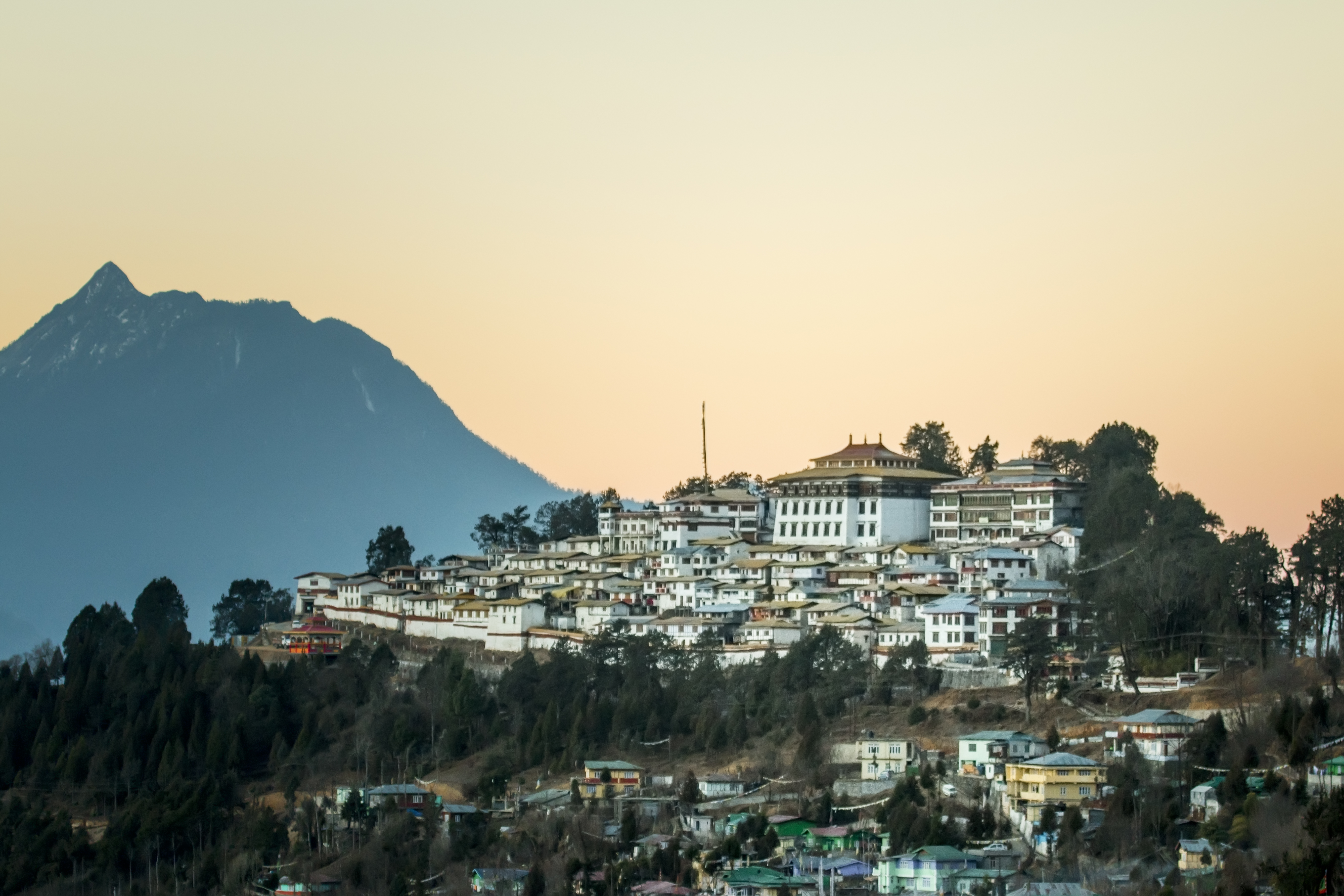
位于藏南地区的达旺寺，藏传佛教寺庙在此次地震中首当其冲，受损严重。

1950年阿萨姆－西藏地震导致的次生地质灾害延续至今。后续纪录到的最大规模山崩发生在1973年夏天，背崩村上的一处石崖在暴雨中垮塌，崩落的巨石推动下游沟槽中的泥水和石块汇集成巨大泥石流冲向雅鲁藏布江，一举截断了江流，持续一天之久。第二天江水漫堤，冲垮堤坝并形成了洪峰。地质灾害的威胁使得以堤坝方式开发大峡谷水能资源受到制约。 
当地居民在此次地震后受到了巨大心理冲击。人们“谈震色变”，并开始用木结构建筑取代砖石建筑。传统的新年活动也出现了改变，人们用面粉做成蝎子形状的点心卡赛，油炸后挂在家门口，寓意是献给龙王的供品从而辟邪。
刊载在《科学》杂志的一篇论文在对2001年印度古吉拉特邦大地震进行研究后指出，喜马拉雅山脉地区发生大地震的可能性为70%，这一预测数值来源于对附近地区历史地震序列的研究。一项2011年的研究通过在30年时间尺度上进行对比，认为1980年以来西藏东南部地区的地震活动情况类似于1950年阿萨姆－西藏地震前的活动特征，指出喜马拉雅山脉地区正处于高应力状态，积累的能量尚未得到释放，有发生较大地震的可能。